# Muối thay thế

Một loại muối thay thế sản xuất bởi hãng AlsoSalt

Muối thay thế (tiếng Anh: salt substitute) là các muối có thành phần ít natri trong khi duy trì một hương vị tương tự, dùng để thay thế muối ăn (NaCl) để giảm thiểu những nguy cơ cao huyết áp và bệnh tim mạch có liên quan đến việc sử dụng lượng lớn natri chloride. Chúng thường có thành phần chủ yếu là kali chloride, có độc tính xấp xỉ bằng muối ăn đối với một người khỏe mạnh (LD50 là khoảng 2,5 g/kg, hoặc khoảng 190 g cho một người nặng 75 kg). Kali lactat cũng có thể được sử dụng để làm giảm natri trong thực phẩm. Nó được sử dụng trong thịt và sản phẩm gia cầm. Liều lượng tối đa được khuyến cáo hàng ngày của kali là cao hơn so với natri, nhưng thông thường chúng ta tiêu thụ ít kali hơn natri trong một ngày. Hạt rong biển cũng được bán trên thị trường như một chất thay thế khác cho muối ăn.
Tuy nhiên, các bệnh khác nhau và các loại thuốc có thể giảm khả năng bài tiết kali của cơ thể, do đó làm tăng nguy cơ gây tử vong kali. Những người có bệnh thận, tim, hay bệnh tiểu đường không nên sử dụng sản phẩm muối thay thế mà không có chỉ định của bác sĩ. Một nhà sản xuất muối thay thế là LoSalt đã ban hành một báo cáo tư vấn rằng  những người dùng các loại thuốc theo toa sau đây không nên sử dụng muối thay thế: amiloride, triamterene, dytac, captopril, thuốc ức chế men chuyển angiotensin, spironolactone, và eplerenone.
Protein thủy phân (như L-Lysine) hoặc 5'-nucleotide đôi khi được thêm vào kali chloride để cải thiện hương vị muối thay thế vì muối kali này có thể có vị kim loại.